# Fritz Redl
Fritz Redl (* 9. September 1902 in Klaus bei Schladming, Österreich-Ungarn; † 9. Februar 1988 in North Adams, Massachusetts) war ein US-amerikanischer Reformpädagoge und Kinderpsychoanalytiker. Bekannt wurde er vor allem durch seine Arbeit mit verhaltensauffälligen Kindern sowie durch die Ausdifferenzierung der Ich-Psychologie, die Mitarbeit am Konzept der Milieutherapie und die Entwicklung des Life-Space-Interview.

## Leben
Fritz Redl kam 1902 als Sohn eines Stationsvorstehers in der Steiermark zur Welt. Drei Monate nach seiner Geburt verunglückte seine Mutter, als Halbwaise verbrachte Redl die meiste Zeit seiner Kindheit und Jugend in Wien, wo er in seiner Jugend durch die reformpädagogische Bewegung des Wandervogel geprägt wurde. Er studierte zunächst Philosophie, aber auch Psychologie, Anglistik und Germanistik und promovierte über die erkenntnistheoretischen Grundlagen in der Ethik Kants. 1926 trat Redl als Gymnasiallehrer in den Schuldienst ein. Er interessierte sich aber stets mehr für erzieherische Fragen als für didaktische und führte seine Schüler wie eine Jugendgruppe.
1928 trat Redl in das Wiener Psychoanalytische Institut ein, in dem er seine Ausbildung als Psychoanalytiker erhielt und später zu einem aktiven Mitarbeiter wurde. 1930 war er außerdem in einem Landerziehungsheim tätig und leitete von 1934 bis 1936 in enger Zusammenarbeit mit August Aichhorn die Erziehungsberatungsstellen des Wiener Volksbildungsreferats. Die psychoanalytischen Einsichten, die Redl gewann, vertieften sein Verständnis für die persönlichen Probleme seiner Schüler, für die gruppenpsychologischen Vorgänge in der Schulklasse und für seine Rolle als Lehrer. Hauptgegenstand seines Interesses waren aber weniger die Störungen, Fehlentwicklungen und Krankheiten des Seelenlebens, sondern vielmehr die Probleme, die selbst bei normaler seelischer Entwicklung auftraten. 1936 verließ Redl Wien und folgte einer Einladung der Rockefeller Foundation in die USA, wo er an verschiedenen Forschungsprojekten teilnahm.
1941 wurde Redl als Professor für Sozialarbeit an die Wayne State University in Detroit berufen und baute dort Einrichtungen für die sozialpädagogisch-therapeutische Arbeit mit sozial extrem auffälligen Kindern durch gruppentherapeutische Verfahren auf. Ein solches Konzept konnte er ebenfalls 1946 im Pioneer House, einem Erziehungsheim mitten im Elendsviertel von Detroit, verwirklichen. Dieses Experiment musste nach zwei Jahren wegen mangelnder finanzieller Mittel beendet werden. Aus dieser Arbeit gingen die weltweit bekannt gewordenen Bücher „Children Who Hate“ (dt. „Kinder, die hassen“) und „Controls from Within“ hervor.
1953 erhielt Redl die Möglichkeit, in Bethesda bei Washington in einem Krankenhaus eine Kinderstation für psychiatrisch auffällige Kinder aufzubauen und zu leiten, wo er die Konzepte des therapeutischen Milieus bzw. Milieutherapie, des Life Space Interview und der gruppenpsychologischen Ansteckung ausarbeitete. 1959 wurde er an die Wayne State University als Distinguished Professor of Behavioral Sciences berufen. 1988 starb Fritz Redl.

## Werk
Redl knüpfte an die Ansätze der Ich-Psychologie von Anna Freud an und differenzierte diese aus. Während man zuvor bei verhaltensauffälligen Kindern lediglich von einer Ich-Schwäche ausging, entdeckte Redl bei diesen Kindern eine erstaunliche Ich-Stärke, nur diente sie der falschen Sache. So entwickelten solche Kinder verschiedene Abwehrmechanismen zur Vermeidung von Schuldgefühlen bei delinquentem Verhalten. Aufgrund dieser Überlegungen und seinen Beobachtungen definierte er die vier Ich-Funktionen (kognitive Funktion, Machtfunktion, Auswahlfunktion, synthetische Funktion), die bei verhaltensauffälligen Kindern gestört sind.
Im Konzept der Milieutherapie, das Redl parallel zu Bruno Bettelheim entwickelte, sollen diese Ich-Störungen behoben werden, indem sämtliche Faktoren in der Lebenswelt eines gestörten Kindes dem pädagogisch-therapeutischen Ziel dienen. Damit soll zugleich die Therapiewirkung während des ganzen Tages andauern und nicht nur auf die 50 Minuten beschränkt bleiben, die das Kind in der Therapiesitzung verbringt. Somit wird das eigentliche therapeutische Geschehen in den natürlichen interpersonalen und situativen Lebenskontext des Kindes zurückverlegt.
Eine spezielle Technik, die mit dem Konzept des therapeutischen Milieus im engen Zusammenhang steht, ist die des „Life Space Interview“. Diese Technik nimmt sich der Probleme der Kinder an, die sich in einer gegebenen Situation aktualisieren. Eine erwachsene Bezugsperson greift aus dem aktuellen Lebenskontext des Kindes einen Vorfall oder Konflikt sofort auf und arbeitet es mit ihm durch. Die Betonung in diesem Gespräch liegt dabei weniger auf der Bewusstmachung vergangener psychischer Ereignisse, sondern vielmehr auf den gegenwärtigen Verhaltensabläufen und psychodynamischen Mechanismen, die zu dem Konflikt geführt haben, und darauf, was das Kind in unbewusster Absicht mit seinem konflikthaften Verhalten bezwecken wollte. Durch diese Vorgehensweise werden dem Kind „emotionale Soforthilfen“ gegeben, und es werden ihm realitätsgerechtere Verhaltensweisen aufgezeigt sowie die nur spärlich vorhandenen Wertvorstellungen aktiviert und aufgebaut.

## Schriften (Auswahl)
- Erziehungsprobleme – Erziehungsberatung. Aufsätze. Herausgegeben und eingeleitet von Reinhard Fatke. München 1971, ISBN 3-492-00473-3.
- Erziehung schwieriger Kinder. Beiträge zu einer psychotherapeutisch orientierten Pädagogik. Bearbeitet und herausgegeben von Reinhard Fatke. Piper, München 1971,  ISBN 3-492-01916-1.
- mit David Wineman: Steuerung des aggressiven Verhaltens beim Kind. Herausgegeben und mit einer Einleitung von Reinhard Fatke. Piper, München 1976, ISBN 3-492-10129-1.
- mit David Wineman: Kinder, die hassen. Auflösung und Zusammenbruch der Selbstkontrolle. Herausgegeben und mit einem Nachwort versehen von Reinhard Fatke. Piper, München 1979, ISBN 3-492-02452-1.